# Agastache micrantha
Agastache micrantha är en kransblommig växtart som först beskrevs av Asa Gray, och fick sitt nu gällande namn av Elmer Ottis Wooton och Paul Carpenter Standley. Agastache micrantha ingår i släktet anisisopar, och familjen kransblommiga växter. Inga underarter finns listade i Catalogue of Life.